# Samaná

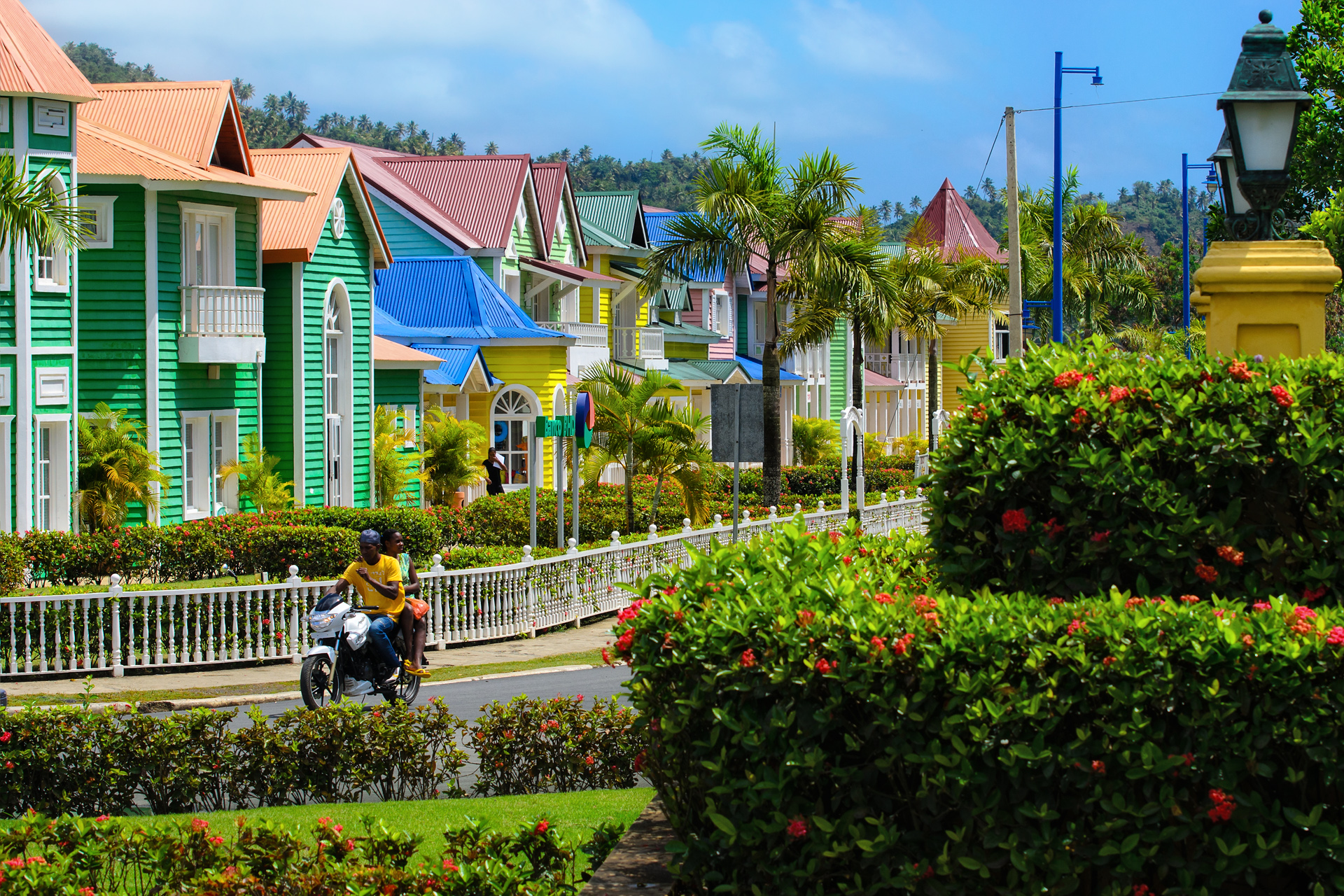
Stadtbild

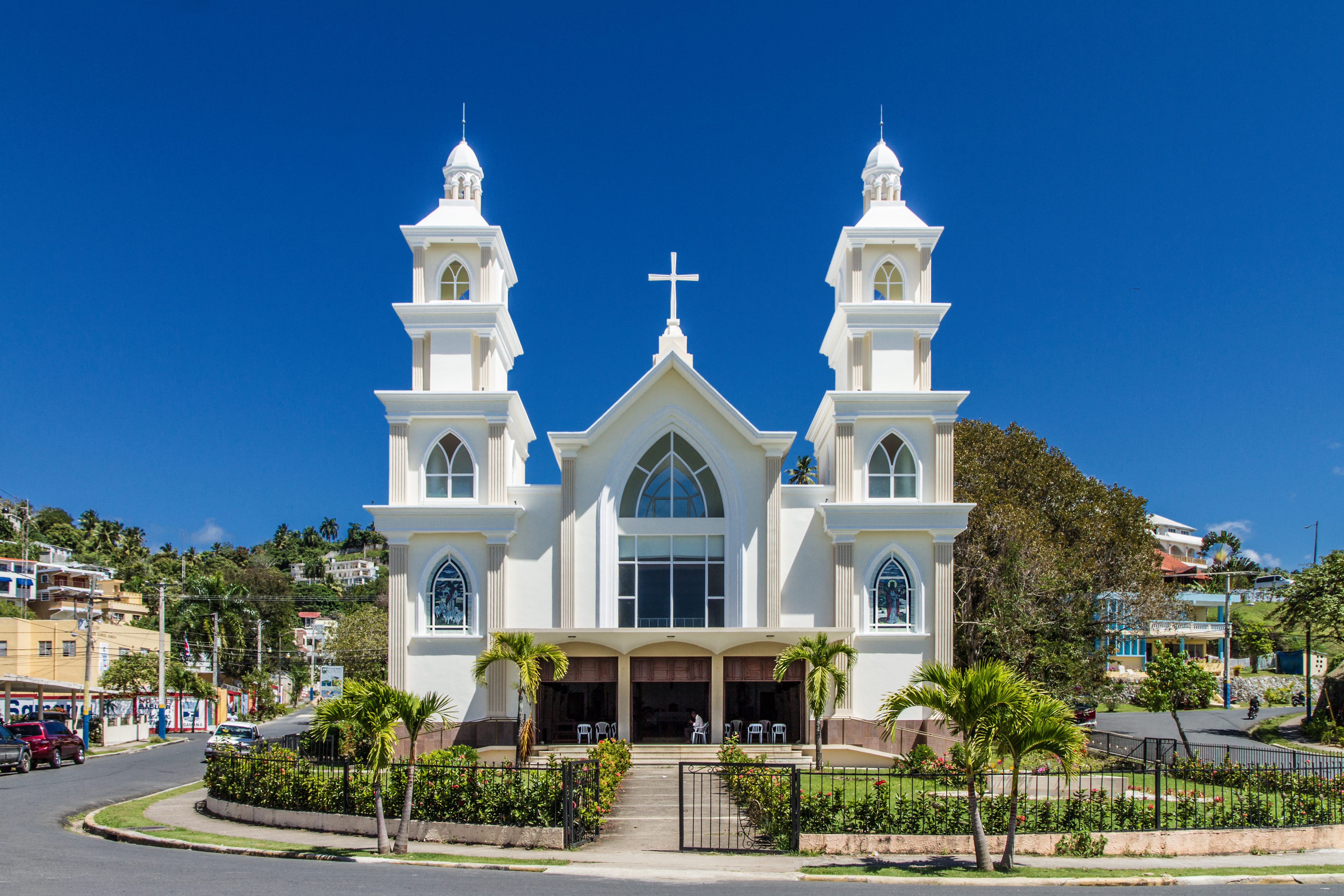
Katholische Kirche

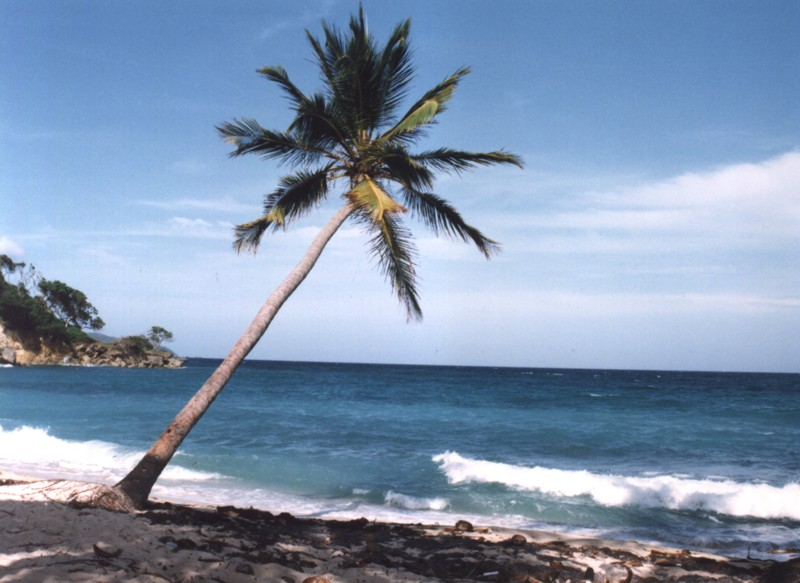
Strand auf Cayo Levantado

Samaná (vollständiger Name: Santa Bárbara de Samaná, alte Schreibung: Xamaná) ist eine Stadt und Administrationssitz der Provinz Samaná im Nordosten der Dominikanischen Republik auf der gleichnamigen Halbinsel. Die Stadt hatte 2022 etwa 63.000 Einwohner.
Die Stadt wurde 1756 durch den spanischen Gouverneur Francisco Rubio y Peñaranda gegründet. Sie wurde Santa Bárbara genannt nach der Königin Maria Bárbara de Bragança, der Ehefrau von Ferdinand VI. von Spanien. Die ersten Siedler stammten von den Kanaren. 1865 wurde die Stadt Hauptort des neugegründeten Distrito Marítimo de Samaná. 
1946 zerstörte ein Feuer die aus Holz gebaute Stadt bis auf die katholische Kirche komplett. Dabei wurden sämtliche Kolonialgebäude vernichtet.
Das Leben der Stadt spielt sich zwischen Bauernmarkt und dem Malecón, der Hafenpromenade, ab. Dort befinden sich die öffentlichen Gebäude und die größeren Hotels. Vom Hafen aus werden Bootstouren zur nahe gelegenen Insel Cayo Levantado und Walbeobachtungs-Touren angeboten. Fast alle Ausflüge zum Nationalpark Los Haitieses starten ebenfalls von hier. Viele Tagestouristen besuchen besonders während der Paarungszeit der Wale, in den Monaten Januar bis März, die Stadt Samaná.
Zwischen der Stadt Samaná und Sabana de la Mar ist eine Personenfähre in Betrieb.

## Söhne und Töchter der Stadt
- Manny Albam (1922–2001), Jazz-Baritonsaxophonist und Arrangeur
- Alfredo Fígaro (* 1984), Baseballspieler
- Wily Peralta (* 1989), Baseballspieler
- Hanley Ramírez (* 1983), Baseballspieler